# Nigerians a l'Índia
Els Nigerians de l'Índia són una de les comunitats africanes més nombroses de l'Índia. Són els Nigerians que viuen a l'Índia. El novembre de 2013 hi havia uns 50.000 nigerians que vivien i treballaven al país del sud d'Àsia. Sobretot viuen en ciutats com Nova Delhi, Bombai, Chennai, Bangalore, Goa, Hyderabad i Jaipur. Membres de la comunitat nigeriana han estat culpats d'haver fet crims com trampes, fraus i altres.

## Demografia
Es calcula que a Delhi hi viuen més de 2500 nigerians, a Bangalore 3000, a Goa 9000 i a la resta del país 4,000. Ni la policia ni l'Alta Comissió Nigeriana té xifres detallades del nombre de nigerians que resideixen actualment al país. També es troben molts nigerians en moltes colònies no autoritzades com Munirka, Uttam Nagar i Mukherjee Nagar.

## Relacions inter-ètniques
La societat índia discrimina els nigerians. Molts Indis associen Nigerians amb delinqüents; hi ha al voltant de 500 nigerians presos a presons índies. Aquesta percepció ha provocat molts crims d'odi contra estudiants nigerians.
El 18 de novembre de 2013, el diari BBC News fa un reportatge que explica que el sentiment anti-nigerià va provocar una protesta a l'estat de Goa el 31 d'octubre. Això va passar perquè un nigerià fou assassinat. Molts nigerians van fugir de Goa i van anar cap a ciutats de l'oest de l'Índia com Poona o Bombai. Abans, la majoria dels nigerians de l'estat vivien a pobles turístics costaners com Parra i Siolim, però a causa de aquestes protestes, els locals els van deixar de llogar pisos.

## Organitzacions
L'Associació All India Nigerian Students and Community(AINSCA), és un braç no oficial de l'ambaixada nigeriana que ajuda als membres de la comunitat nigeriana que viuen al país. Tenen relacions amb la policia índia i intenten que no tractin malament als sospitosos de la seva comunitat.

## Economia
Molts dels nigerians han anat a l'Índia per exportar roba i altres productes cap el seu país.